# Katedra w Wiener Neustadt
Katedra Wniebowzięcia Najświętszej Maryi Panny i św. Ruperta (niem. Dom Mariä Himmelfahrt und Sankt Rupert) – rzymskokatolicka świątynia parafialna znajdująca się w austriackim mieście Wiener Neustadt, w latach 1468–1785 siedziba diecezji Wiener Neustadt.

## Historia
Parafię w Wiener Neustadt erygowano w 1207 roku, wcześniej miejscowość należała do parafii w Lanzenkirchen. W podobnym czasie rozpoczęto budowę romańskiego kościoła, konsekrowano go 27 marca 1279 pod wezwaniem Wniebowzięcia Najświętszej Maryi Panny i św. Ruperta. W XIV wieku w miejscu romańskiej absydy wzniesiono gotycki transept i prezbiterium wraz z zakrystią. W 1469 świątynia została główną świątynią diecezji Wiener Neustadt, w 1785 siedzibę biskupstwa przeniesiono do St. Pölten. W 1886 dwuwieżowa fasada została rozebrana z powodu złego stanu technicznego, odbudowano ją w pierwotnym kształcie w latach 1892–1899. Podczas II wojny światowej kościół nie został trafiony bombą lotniczą, lecz eksplozje wokół świątyni spowodowały uszkodzenie dachu i pęknięcie szyb w oknach. 1 kwietnia 1945 pocisk wystrzelony przez wojska radzieckie przebił dach południowej wieży. W latach 1975–1999 świątynię gruntownie odrestaurowano.

## Architektura i wyposażenie
Świątynia późnoromańsko-gotycka, trójnawowa, o układzie bazylikowym, z transeptem. Dwie wieże mają wysokość 64 m. Do południowej wieży dostawiona jest gotycka wieżyczka mieszcząca klatkę schodową. Na południowej elewacji zachował się romański portal. 
Późnobarokowy ołtarz główny pochodzi z roku 1776, zdobią go rzeźby dłuta Gabrielego Molinarola i obraz ze sceną Wniebowzięcia Najświętszej Maryi Panny pędzla Giambettina Cignarolego. Gotycki ołtarz szafiasty, datowany na rok 1447, został ufundowany przez cesarza Fryderyka III Habsburga. Wczesnobarokową ambonę ufundował z kolei kard. Melchior Klesl. Epitafium tegoż kardynała znajduje się w prezbiterium katedry, jego popiersie przypisywane jest Giovanniemu Lorenzowi Berniniemu. Organy zostały wykonane w 1989 roku przez warsztat Gerharda Hradetzkiego.

## Galeria

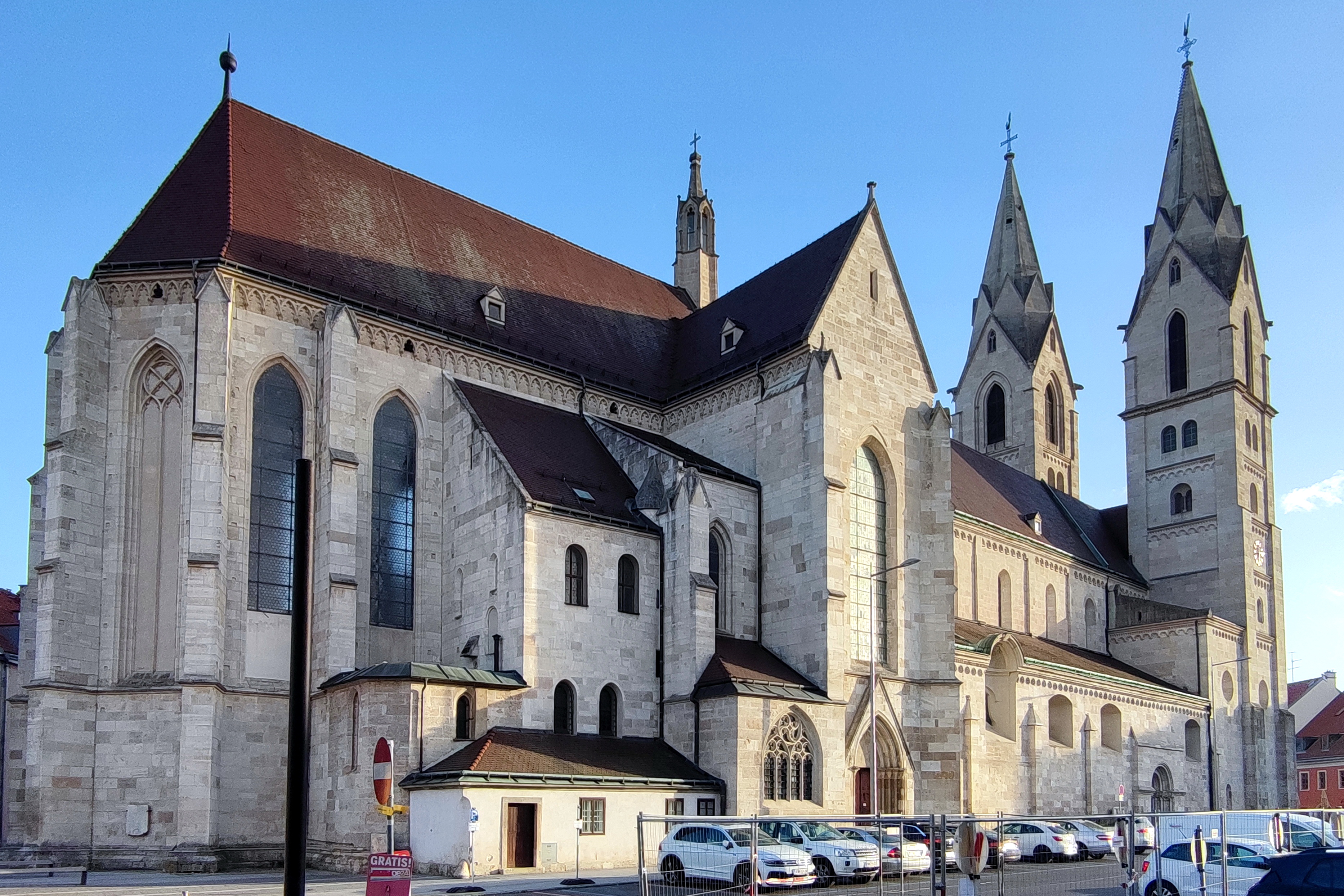
Widok z północy
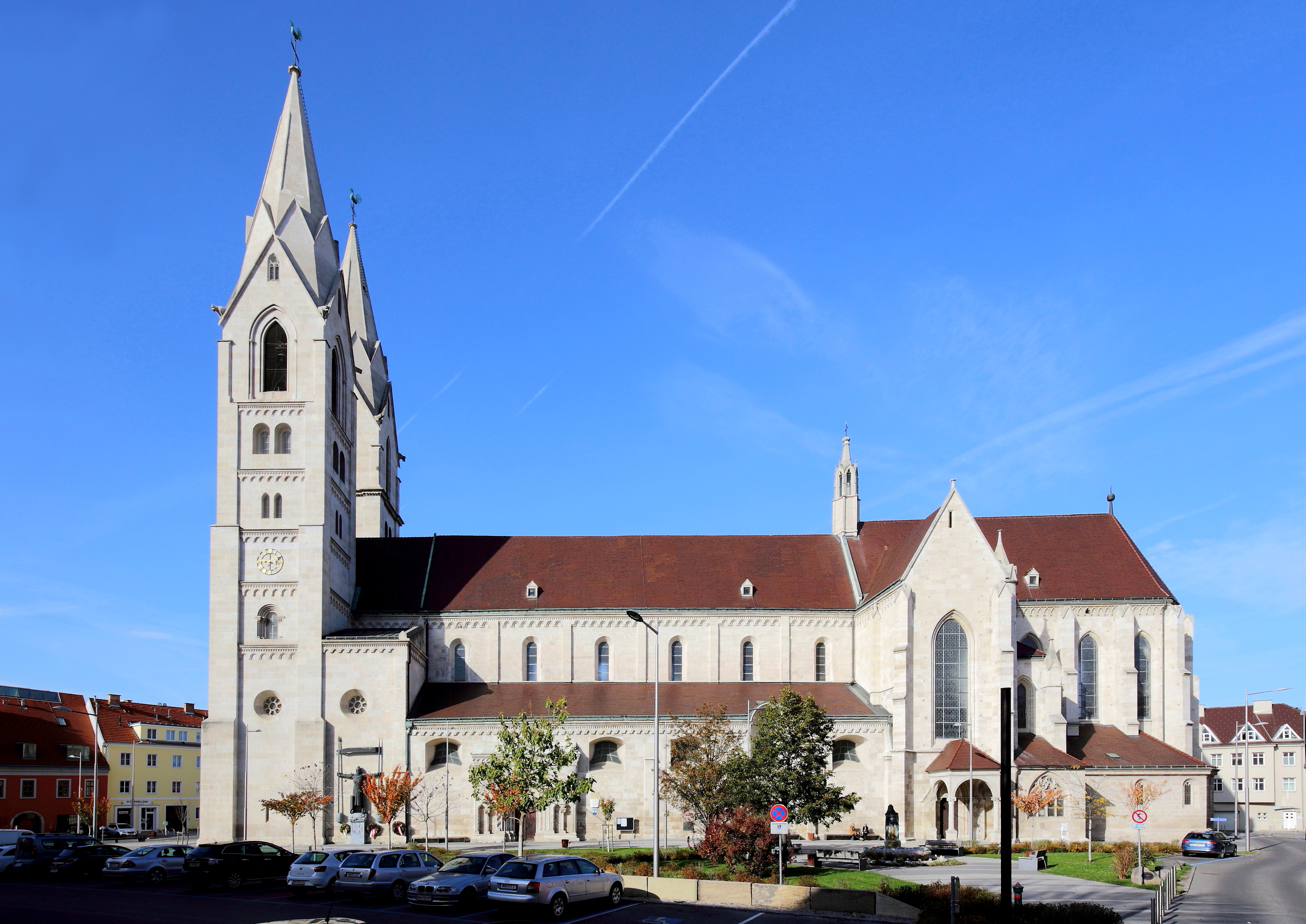
Widok z południowego wschodu
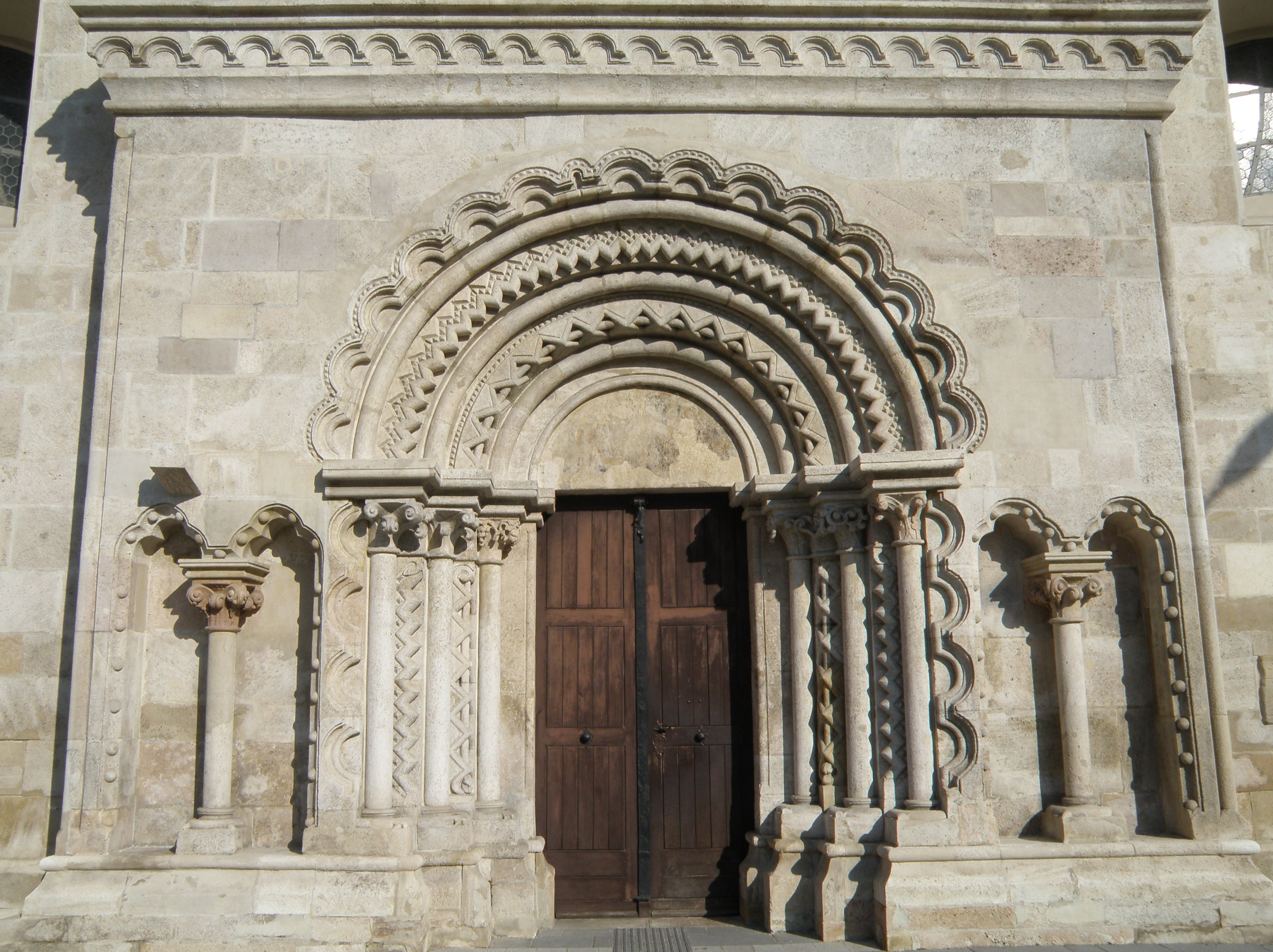
Romański portal południowy
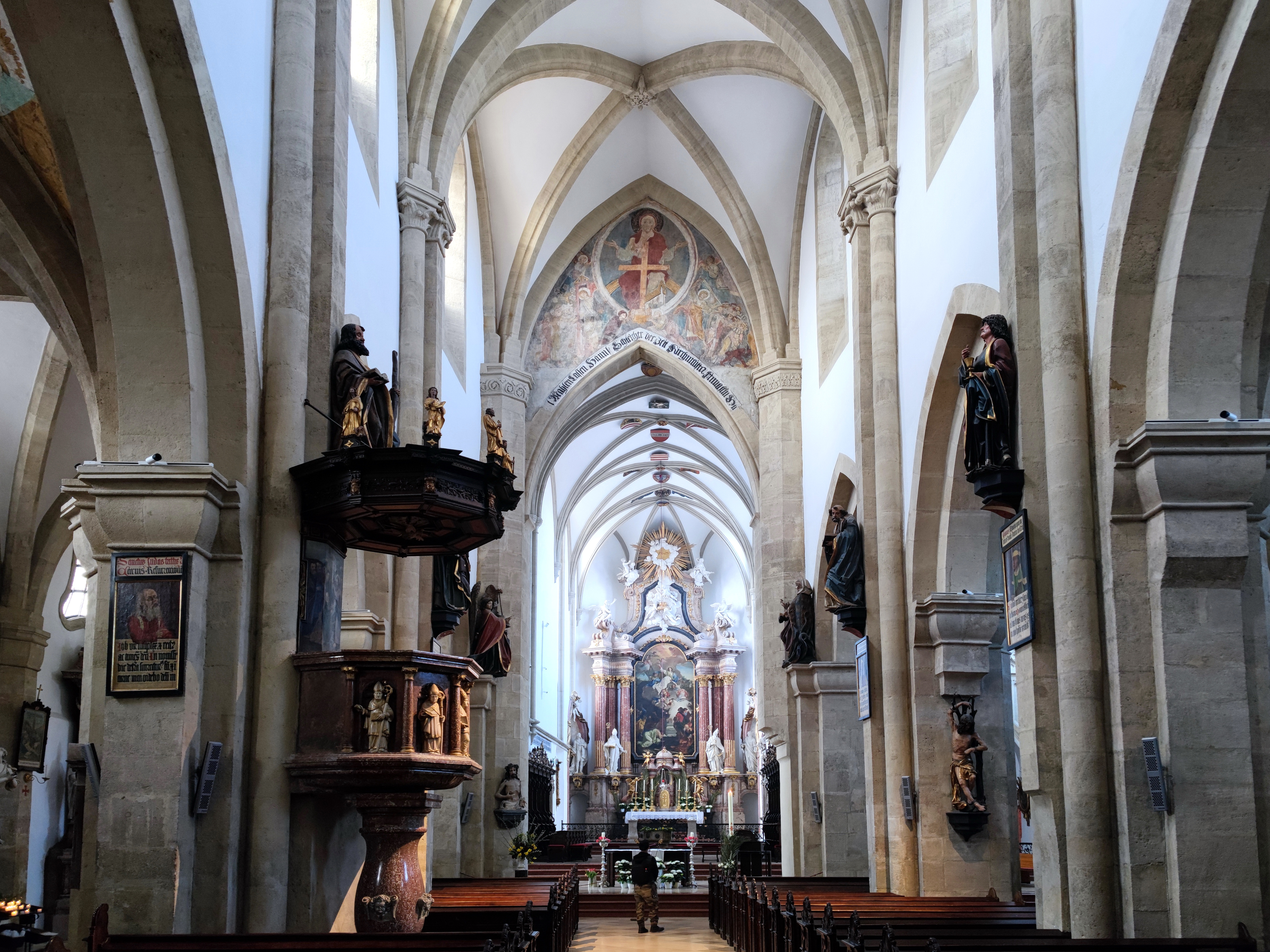
Wnętrze
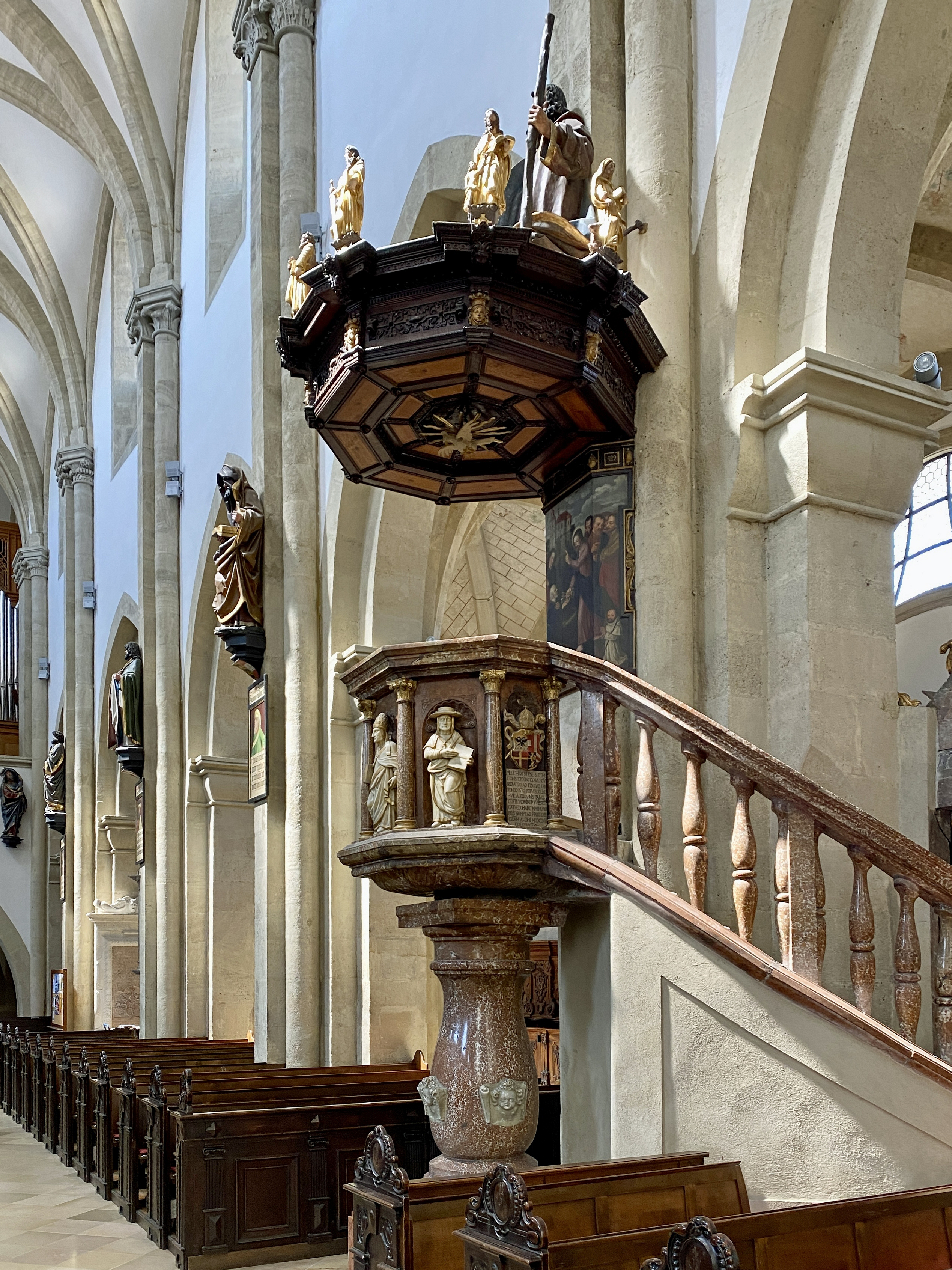
Ambona
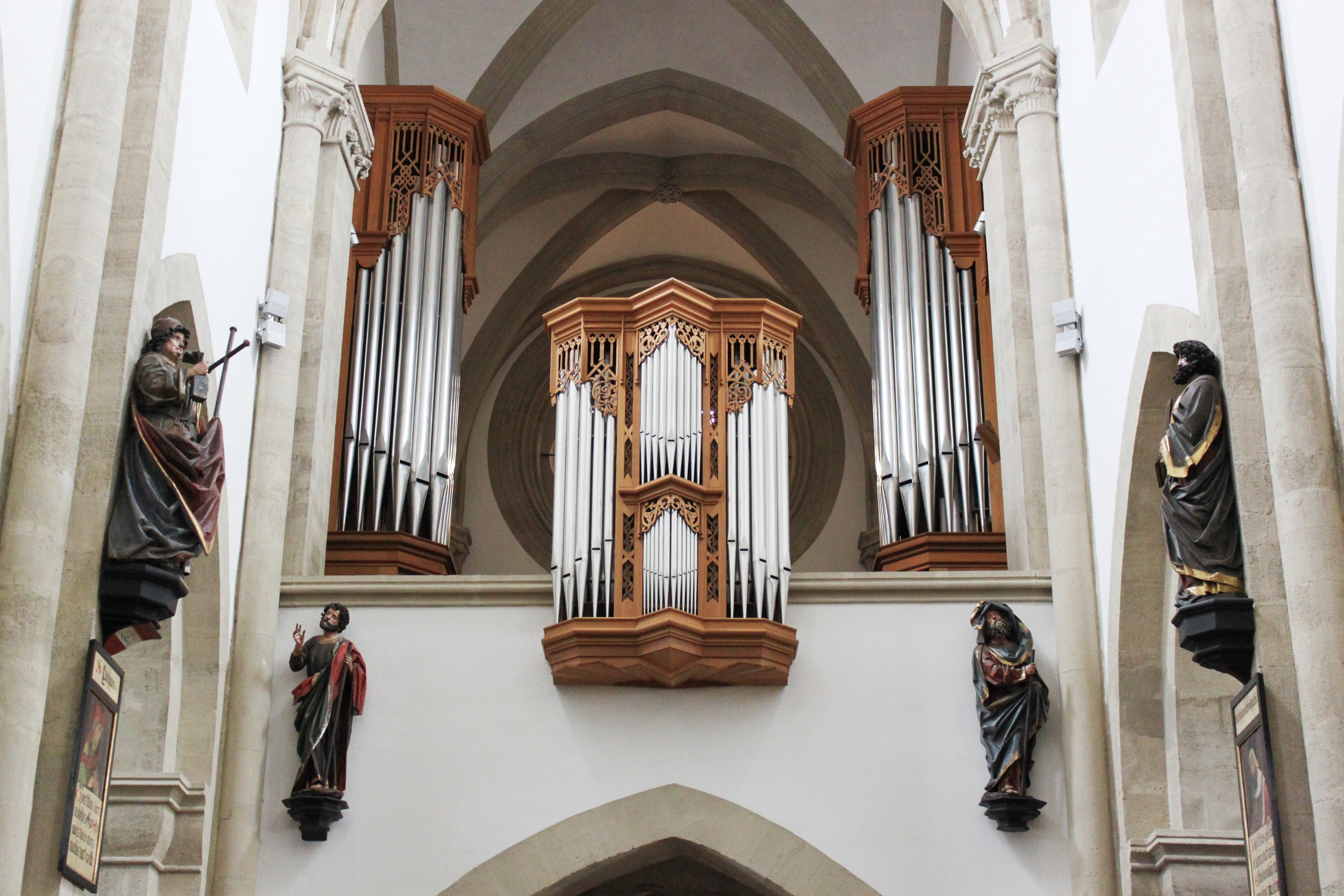
Organy